# Palazzo della Banca Agricola Milanese
Il Palazzo della Banca Agricola Milanese è un edificio storico di Milano situato in via Mazzini al civico 9.

## Storia
Il palazzo venne eretto tra il 1933 e il 1934 secondo il progetto degli architetti Marcello Piacentini, Ernesto Rapisardi e G. Maggi.

## Descrizione
L'edificio sorge lungo la via Giuseppe Mazzini a poca distanza da piazza del Duomo nel centro di Milano. È adiacente al Palazzo Missori, anch'esso opera del Piacentini.
Il palazzo presenta uno stile razionalista.